# Albertów (województwo wielkopolskie)
Albertów – wieś w Polsce położona w województwie wielkopolskim, w powiecie tureckim, w gminie Turek.
W latach 80. XIX wieku wieś zamieszkiwało 22 gospodarzy, posiadających po 15 mórg ziemi.
W latach 1975–1998 miejscowość położona była w województwie konińskim.